# Metal Slug Anthology
Metal Slug Anthology, in Japan als Metal Slug Complete bekannt, ist eine Videospielsammlung, die vom Terminal Reality entwickelt und von SNK veröffentlicht wurde. Das Spiel erschien 2006 für die Nintendo Wii. 2007 erschien es für PlayStation 2, PlayStation Portable und 2009 auch für den Microsoft Windows. Am 1. Oktober 2009 kam das Spiel im PlayStation Store für den PSP. Die Metal Slug Anthology wurde 2009 unter den Namen Metal Slug Collection PC auf Windows veröffentlicht. 2015 erschien das Spiel für die PlayStation 3 und 2016 dann auf die PlayStation 4.

## Inhalt
Metal Slug Anthology enthält folgende Spiele:
| Auswählbare Spiele in Metal Slug Anthology | Auswählbare Spiele in Metal Slug Anthology | Auswählbare Spiele in Metal Slug Anthology | Auswählbare Spiele in Metal Slug Anthology | Auswählbare Spiele in Metal Slug Anthology |
| Name des Spiels                            | Release                                    | Genre                                      | Entwickler                                 | Ursprüngliches System                      |
| ------------------------------------------ | ------------------------------------------ | ------------------------------------------ | ------------------------------------------ | ------------------------------------------ |
| Metal Slug                                 | 1996                                       | Shoot ’em up                               | SNK                                        | Arcade, Neo Geo AES                        |
| Metal Slug 2                               | 1998                                       | Shoot ’em up                               | SNK                                        | Arcade, Neo Geo AES                        |
| Metal Slug X                               | 1999                                       | Shoot ’em up                               | SNK                                        | Arcade, Neo Geo AES                        |
| Metal Slug 3                               | 2000                                       | Shoot ’em up                               | SNK                                        | Arcade, Neo Geo AES                        |
| Metal Slug 4                               | 2002                                       | Shoot ’em up                               | SNK                                        | Arcade, Neo Geo AES                        |
| Metal Slug 5                               | 2003                                       | Shoot ’em up                               | SNK                                        | Arcade, Neo Geo AES                        |
| Metal Slug 6                               | 2006                                       | Shoot ’em up                               | SNK                                        | Arcade                                     |

Metal Slug 1 bis 5 und X verwenden die Neo Geo AES Version. Metal Slug 6 benutzt die Arcade-Version. Außerdem enthält das Spiel Konzeptzeichnungen der jeweiligen Spiele, Hintergrundbilder, Musiksammlung, erweiterte Spieloptionen und Interviews der Spielentwickler.

## Rezeption
Das Spiel erhielt positive Kritiken, wurde jedoch wegen der fehlenden Unterstützung für Classic Controller der Wii kritisiert.